# ガールズ&ボーイズ (ブラーの曲)
「ガールズ&ボーイズ」(Girls & Boys)はイギリスのロックバンド、ブラーのシングル曲である。「カントリー・ハウス」が発売されるまではブラーで最も売れたシングルで、『NME』と『メロディ・メイカー』の年間最優秀シングルに選ばれ、MTVヨーロッパ・ミュージック・アワードでは最優秀楽曲賞にノミネートされた

## 背景
デーモンは、当時ガールフレンドだったエラスティカのリード・シンガー、ジャスティーン・フリッシュマンと行った、スペインのマガルフでの休暇中に、この曲のインスピレーションを得た。デーモンによると、その街には「本当にダサいエセックスのナイトクラブ」があり、観光客の間では性風俗が横行していたという。
アレックスは本作を「ディスコ・ドラム、意地悪なギター、デュラン・デュランのベース」と表現している。
デイヴは本作でドラムを叩いておらず、代わりにドラムマシーンをプログラミングしたという。また彼はベスト盤「ザ・ベスト・オブ」に収録されている曲の中で「自分の曲に出てこないからクールだ」ということで本作をフェイバリットに挙げている。

## リリース
プロデューサーのスティーブン・ストリートは本作について「トップ5に入ると思ったよ。私はザ・スミスをプロデュースしたときに、モリッシーが歌っている限り、それはザ・スミスなのだと感じた。それはブラーでも同じなんだ。彼らは何に手を加えても、ブラーのように聴こえるんだ。」と述べている 。彼の予想通り、本作は全英5位となり、ブラーのシングルで初めてトップ5に入った。グレアムは「トップ5入りはちょっとしたショックだった」と語り、アルバーンはシングルがチャートに入った直後に初めてのパニック発作を起こしたと述べている。
またシングルにはペット・ショップ・ボーイズのリミックスが収録されているバージョンがある。(詳細は#収録曲)

## ミュージック・ビデオ
本作のミュージック・ビデオはクラブ18-30のパッケージ・ホリデーに参加する人々のドキュメンタリー映像を背景にバンドによる演奏場面が映し出されている。監督はケヴィン・ゴドレイ。ケヴィンはこのビデオを「ゴミ」と貶しているが、バンドは「完璧だ」と評価している。
シングルのカバーはデュレックスのパックからとられた。

## 収録曲
• イギリス盤7インチ オーストラリア盤カセット
1. ガールズ・アンド・ボーイズ- Girls & Boys
2. マッグパイ- Magpie
3. ピープル・イン・ヨーロッパ- People in Europe

 • イギリス盤CD1
1. ガールズ・アンド・ボーイズ- Girls & Boys
2. マッグパイ- Magpie
3. アニバーサリー・ワルツ- Anniversary Waltz

 • イギリス盤CD2・オーストラリア盤CD
1. ガールズ・アンド・ボーイズ‐ Girls & Boys
2. ピープル・イン・ヨーロッパ-　People in Europe
3. ペター・パニック‐ Peter Panic

 • ヨーロッパ盤CD
1. ガールズ・アンド・ボーイズ- Girls & Boys
2. ペター・パニック- Peter Panic

 • ヨーロッパ盤CD・オーストラリア盤CD(ペット・ショップ・ボーイズ・リミックス)
1. ガールズ・アンド・ボーイズ(PSB・ラジオ・ミックス)- Girls & Boys(PSB radio edit)
2. ガールズ・アンド・ボーイズ(PSB・12インチ・ミックス)- Girls & Boys (PSB 12-inch mix)
3. マッグパイ- Magpie
4. アニバーサリー・ワルツ- Anniversary Waltz

 • アメリカ盤CD
1. ガールズ・アンド・ボーイズ- Girls & Boys
2. ガールズ・アンド・ボーイズ(PSB・ラジオ・ミックス)- Girls & Boys(PSB radio edit)
3. ガールズ・アンド・ボーイズ(PSB・12インチ・ミックス)- Girls & Boys (PSB 12-inch mix)
4. マッグパイ- Magpie
5. ペター・パニック- Peter Panic
6. マギー・メイ- Maggie May

- アメリカ盤カセット[16]
  1. ガールズ・アンド・ボーイズ- Girls & Boys
  2. ガールズ・アンド・ボーイズ(PSB・ラジオ・ミックス)- Girls & Boys(PSB radio edit)
  3. マギー・メイ- Maggie May

- アメリカ盤12インチ[17]
  1. ガールズ・アンド・ボーイズ(PSB・12インチ・ミックス)- Girls & Boys (PSB 12-inch mix)
  2. ガールズ・アンド・ボーイズ(アルバム・バージョン)- Girls & Boys
  3. ガールズ・アンド・ボーイズ(PSB・ラジオ・ミックス)- Girls & Boys(PSB radio edit)

- 日本盤CD[18]
  1. ガールズ・アンド・ボーイズ(PSB・ラジオ・ミックス)- Girls & Boys(PSB radio edit)
  2. ガールズ・アンド・ボーイズ(PSB・12インチ・ミックス)- Girls & Boys (PSB 12-inch mix)

## クレジット
※出典
- アレックス・ジェームスーベース・ギター
- デーモン・アルバーンーギター, キーボード, ボーカル
- デイヴ・ロウントゥリーープログラミング
- グレアム・コクソンーギター、バッキング・ボーカル

## チャート
| チャート (1994)                          | 最高位 |
| ---------------------------------------- | ------ |
| オーストラリア (ARIA)                    | 19     |
| ベルギー (Ultratop 50 Flanders)          | 34     |
| カナダ トップシングルス (RPM)            | 27     |
| Europe (Eurochart Hot 100)               | 16     |
| Finland (Suomen virallinen lista)        | 18     |
| フランス (SNEP)                          | 11     |
| アイルランド (IRMA)                      | 23     |
| オランダ (Dutch Top 40)                  | 33     |
| オランダ (Single Top 100)                | 24     |
| ニュージーランド (Recorded Music NZ)     | 16     |
| スコットランド (Official Charts Company) | 6      |
| スウェーデン (Sverigetopplistan)         | 30     |
| UK シングルス (OCC)                      | 5      |
| UK Club Chart (Music Week)               | 62     |
| US Billboard Hot 100                     | 59     |
| US Alternative Airplay (Billboard)       | 4      |
| US Dance Club Songs (Billboard)          | 21     |
| US Dance Singles Sales (Billboard)       | 23     |
| US Pop Airplay (Billboard)               | 40     |

| Chart (2013)                              | Peak position |
| ----------------------------------------- | ------------- |
| Belgium (Back Catalogue Singles Flanders) | 27            |
| フランス (SNEP)                           | 157           |

| Chart (2023)                         | Peak position |
| ------------------------------------ | ------------- |
| Japan Hot Overseas (Billboard Japan) | 12            |

| チャート (1994)  | Rank |
| ---------------- | ---- |
| フランス (SNEP)  | 50   |
| UK Singles (OCC) | 108  |

## 認定
| 国/地域                          | 認定     | 認定/売上数 |
| -------------------------------- | -------- | ----------- |
| スペイン (PROMUSICAE)            | Gold     | 30,000      |
| イギリス (BPI)                   | Platinum | 600,000     |
| 認定のみに基づく売上数と再生回数 |          |             |